# Diocesi di Mbanza Congo
La diocesi di Mbanza Congo (in latino Dioecesis Mbanzacongensis) è una sede della Chiesa cattolica in Angola suffraganea dell'arcidiocesi di Luanda. Nel 2023 contava 383.005 battezzati su 869.320 abitanti. È retta dal vescovo Vicente Carlos Kiaziku, O.F.M.Cap.

## Territorio
La diocesi comprende la provincia dello Zaire in Angola.
Sede vescovile è la città di Mbanza Congo, dove si trova la cattedrale della Beata Maria Vergine Immacolata.
Il territorio è suddiviso in 10 parrocchie.

## Storia
La diocesi è stata eretta il 7 novembre 1984 con la bolla Ex quo superno di papa Giovanni Paolo II, ricavandone il territorio dalla diocesi di Uije.

## Cronotassi dei vescovi
Si omettono i periodi di sede vacante non superiori ai 2 anni o non storicamente accertati.
- Afonso Nteka, O.F.M.Cap. † (8 novembre 1984 - 10 agosto 1991 deceduto)
- Serafim Shyngo-Ya-Hombo, O.F.M.Cap. (29 maggio 1992 - 17 luglio 2008 dimesso)
- Vicente Carlos Kiaziku, O.F.M.Cap., dal 5 gennaio 2009

## Statistiche
La diocesi nel 2023 su una popolazione di 869.320 persone contava 383.005 battezzati, corrispondenti al 44,1% del totale.
| anno | popolazione | popolazione | popolazione | presbiteri | presbiteri | presbiteri | presbiteri                | diaconi | religiosi | religiosi | parrocchie |
| anno | battezzati  | totale      | %           | numero     | secolari   | regolari   | battezzati per presbitero | diaconi | uomini    | donne     | parrocchie |
| ---- | ----------- | ----------- | ----------- | ---------- | ---------- | ---------- | ------------------------- | ------- | --------- | --------- | ---------- |
| 1990 | 132.000     | 256.000     | 51,6        | 8          |            | 8          | 16.500                    |         | 9         | 29        | 5          |
| 1997 | 146.000     | 286.000     | 51,0        | 17         | 3          | 14         | 8.588                     |         | 21        | 39        | 6          |
| 2000 | 148.000     | 291.000     | 50,9        | 13         | 4          | 9          | 11.384                    |         | 12        | 30        | 6          |
| 2001 | 280.500     | 674.100     | 41,6        | 18         | 4          | 14         | 15.583                    |         | 21        | 39        | 6          |
| 2002 | 215.100     | 544.100     | 39,5        | 15         | 6          | 9          | 14.340                    |         | 12        | 33        | 6          |
| 2004 | 338.200     | 674.300     | 50,2        | 14         | 5          | 9          | 24.157                    |         | 14        | 33        | 6          |
| 2013 | 408.000     | 811.000     | 50,3        | 16         | 8          | 8          | 25.500                    |         | 18        | 26        | 6          |
| 2016 | 368.320     | 819.320     | 45,0        | 25         | 13         | 12         | 14.732                    |         | 35        | 28        | 7          |
| 2019 | 377.649     | 823.000     | 45,9        | 30         | 14         | 16         | 12.588                    |         | 18        | 35        | 8          |
| 2021 | 378.468     | 875.320     | 43,2        | 29         | 16         | 13         | 13.050                    |         | 14        | 30        | 8          |
| 2023 | 383.005     | 869.320     | 44,1        | 33         | 20         | 13         | 11.606                    |         | 14        | 30        | 10         |